# Voklo
Voklo – wieś w Słowenii, w gminie Šenčur. W 2018 roku liczyła 481 mieszkańców.